# 今里広記

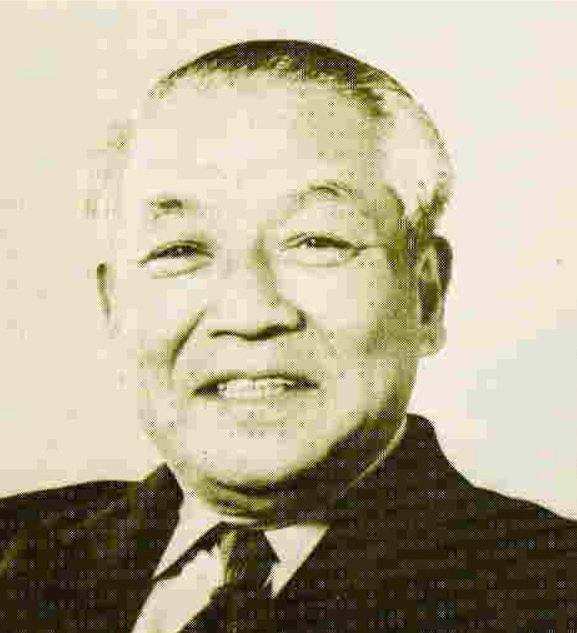
今里広記

今里 広記 （いまざと ひろき、1908年（明治40年）11月27日 - 1985年（昭和60年）5月30日）は、日本の実業家、財界人。長崎県出身。広範な交友と人脈から、財界におけるまとめ役として「財界官房長官」「財界幹事長」の異名を取った。
建築家の今里隆は養子である。
受章・受勲等 ：1970年（昭和45年）4月 藍綬褒章、1979年（昭和54年）11月 勲一等瑞宝章（現・瑞宝大綬章）、1985年（昭和60年）5月30日没後追贈 位階正三位、勲一等旭日大綬章（現・旭日大綬章）

## 生涯
出生から上京まで
長崎県東彼杵郡波佐見町宿郷に父友二郎、母加世の三男として生まれる。父は1772年より続く造り酒屋番頭の傍ら、地元で波佐見銀行（統合合併ののち現・株式会社十八親和銀行）を経営していた。長崎県立大村中学校（現・長崎県立大村高等学校）卒業後、生家の造り酒屋「今里酒造」の番頭となった。
1936年（昭和11年）、酒屋経営を長兄に譲り福岡に出た。（長兄は東京帝大卒業後、近江銀行に就職ののち帰郷）
1937年（昭和12年）、経営破産に瀕していた友人の炭鉱を引き受け「九州採炭株式会社」として経営に乗り出すが、水田光義という詐欺師に引っかかり丸裸同然となり、1939年（昭和14年）に上京。
上京後の主な活動
上京後（第二次世界大戦中）は、日本航空機材工業という軍需会社を設立・経営。
戦後、郷司浩平から勧誘を受け経済同友会の設立に参加。(株)航空センター設立の発起人や、日本高架電鉄(株)（現・東京モノレール(株)）の社長として日本経済界を牽引した。
1948年（昭和23年）、労働争議で瀕死の経営状態から再建させるため第4代日本精工(株)社長となり、相談役に退くまでの34年間、社長・会長を務めた。
石油危機の際、田中角栄総理よりエネルギーの安全保障を考えるために集められた実業家・財界人の中の一人で、今里は海外石油開発（現・株式会社INPEX）を設立し、1972年（昭和47年）にブリティッシュ・ペトローリアム社から7億8000万ドルでアブダビ石油開発の利権を買収した。運営のため設立した子会社（ジャパン石油開発）の社長も務め、国内へのエネルギー安定供給に貢献した。
1982年（昭和57年）、中曽根康弘総理より懇請され、三大民営化の一つである電電公社民営化にともなう、「電気通信審議会」会長と「新電電設立準備委員会」委員長を務め、NTT発足時は真藤恒の社長実現や新会社の人事をめぐる難問等に辣腕を振るい、後に中曽根総理より「あの騒ぎは今里さんだからこそおさめることができたんだよ」と評された。
日経連（経団連）常任理事、経済同友会終身幹事、東京商工会議所常任顧問のほか、新都市センター開発、サハリン石油開発協力、世界貿易センタービルディングなどの会長も務め、全日本空輸では永野重雄、中山素平らと相談役を、日本技術開発株式会社（現・株式会社エイト日本技術開発）では白州次郎、永野重雄らと顧問を務めた。
文化面での活動
1977年（昭和52年）3月、財団法人古代オリエント博物館を設立（初代理事長）。翌年10月、池袋サンシャインシティに古代オリエント博物館を開館。
日本相撲協会に請われて、協会の運営審議委員会委員を死去時まで務めた。
映画や演劇関係にも強い関心を抱き、歌舞伎の振興にも熱心で、12代目市川團十郎の襲名時には裏方で奔走した。また、同郷長崎県出身の歌手・さだまさしに谷川徹三、山本健吉らの文化人を紹介するなど、文化交流・後代への継承にも尽力した。
その他親交など
昭和20〜30年代、銀座のクラブ「エスポワール」では、永野重雄、白州次郎、鹿内信隆、五島昇、中曽根康弘、石原慎太郎、山岡荘八、今東光、升田幸三、吉田正、浅利慶太らとともに夜な夜な侃侃諤諤な議論を交わしていた。
日本興業銀行（現・みずほフィナンシャルグループ）頭取の中山素平とは親友で、その間柄から財界においては、「知恵の中山、行動の今里」と称された。
永野重雄は「今里という潤滑油が無かったら、戦後の日本はこんなにスムースに転がってやしませんよ」とその役割と人間性を評している。

1985年（昭和60年）5月30日死去。享年77。
2006年（平成18年）3月23日、生家の造り酒屋「今里酒造」の醸造建物群のうち6棟が国の登録有形文化財に登録された。

## 著作
- 今里廣記『私の財界交友録―経済界半世紀の舞台裏』（1980年11月、サンケイ出版）
- 今里廣記,鹿内信隆共著『WHO'S WHO巷談-素顔の大物たち』（1985年1月、サンケイ出版）

### 関連本
- 永川幸樹『今里広記から学ぶ 男の魅力学―男が惚れる男の生きざま』(ベストセラーシリーズ)（1985年5月、ベストセラーズ）ISBN 978-4584005835
- 高瀬毅『長崎偉人伝　今里廣記』（2025年6月、長崎文献社）ISBN 978-4-88851-428-6